# Kurt Haehling
Kurt Haehling (7 novembre 1893 à Rosengarten, arrondissement d'Angerburg - 20 mai 1983 à Finsterwalde) est un Generalmajor allemand qui a servi au sein de la Heer dans la Wehrmacht pendant la Seconde Guerre mondiale.
Il a été récipiendaire de la croix de chevalier de la croix de fer. Cette décoration est attribuée pour récompenser un acte d'une extrême bravoure sur le champ de bataille ou un commandement militaire avec succès.

## Biographie
Hähling s'engage le 6 août 1914 comme volontaire dans le 52e régiment d'artillerie de campagne de l'armée prussienne et participe à la Première Guerre mondiale. 
Kurt Haehling est capturé par les troupes soviétiques en mai 1945 dans la poche de Courlande. Il reste en captivité jusqu'en 1951.

## Décorations
- Croix de fer (1914)
  - 2e Classe
  - 1re Classe
- Croix d'honneur des combattants 1914-1918
- Agrafe de la Croix de fer (1939)
  - 2e Classe
  - 1re Classe
- Médaille du Front de l'Est
- Croix allemande en Or (26 décembre 1941)
- Croix de chevalier de la Croix de fer
  - Croix de chevalier le 2 mars 1945 en tant que Generalmajor et commandant de la 126. Infanterie-Division[1]